# PRIDE選手一覧
PRIDE選手一覧は、総合格闘技イベント「PRIDE」に参戦経験がある選手の一覧である。階級の分類ができる以前の参戦選手については、それぞれ参戦時の体重をもとに、分類後の階級にカテゴライズする。

## ヘビー級（93kg以上）
- アスエリオ・シウバ（ ブラジル）
- 安生洋二（ 日本）
- アントニオ・ホドリゴ・ノゲイラ（ ブラジル）
- アンドレイ・コピィロフ（ ロシア）
- イゴール・メインダート（ ロシア）
- イブラヒム・マゴメドフ（ ロシア）
- ヴォルク・アターエフ（ ロシア）
- ウゴ・デュアルチ（ ブラジル）
- エジソン・ドラゴ（ ブラジル）
- エメリヤーエンコ・アレキサンダー（ ロシア）
- エメリヤーエンコ・ヒョードル（ ロシア）
- エンセン井上（ アメリカ合衆国）
- 小川直也（ 日本）
- オレッグ・タクタロフ（ ロシア）
- ガイ・メッツァー（ アメリカ合衆国）
- カーロス・バヘット（ ブラジル）
- ガン・マッギー（ アメリカ合衆国）
- キモ（ ドイツ）
- ギルバート・アイブル（ オランダ）
- ゲーリー・グッドリッジ（ トリニダード・トバゴ）
- 高阪剛（ 日本）
- コーチキン・ユーリ（ ロシア）
- ジェームス・トンプソン（ イギリス）
- ジェフ・モンソン（ アメリカ合衆国）
- ジャイアント・シルバ（ ブラジル）
- ジョージ・ランドルフ（ アメリカ合衆国）
- ジョシュ・バーネット（ アメリカ合衆国）
- ズール（ ブラジル）
- セミー・シュルト（ オランダ）
- セルゲイ・ハリトーノフ（ ロシア）
- 戦闘竜（ アメリカ合衆国）
- 高田延彦（ 日本）
- 高山善廣（ 日本）
- ダン・スバーン（ アメリカ合衆国）
- チェ・ムベ（ 韓国）
- トスカ・ペトリディス（ オーストラリア）
- トム・エリクソン（ アメリカ合衆国）
- トレイ・テリグマン（ アメリカ合衆国）
- ドン・フライ（ アメリカ合衆国）
- 中尾"KISS"芳広（ 日本）
- パウエル・ナツラ（ ポーランド）
- バタービーン（ アメリカ合衆国）
- ヒース・ヒーリング（ アメリカ合衆国）
- ヒカルド・モラエス（ ブラジル）
- ヒクソン・グレイシー（ ブラジル）
- ファブリシオ・ヴェウドゥム（ ブラジル）
- 藤田和之（ 日本）
- ペドロ・ヒーゾ（ ブラジル）
- ヘルマン・レンティング（ オランダ）
- マーク・ケアー（ アメリカ合衆国）
- マーク・コールマン（ アメリカ合衆国）
- マーク・ハント（ ニュージーランド）
- マイク・ルソー（ アメリカ合衆国）
- マット・スケルトン（ イギリス）
- マリオ・スペーヒー（ ブラジル）
- ミルコ・クロコップ（ クロアチア）
- ユノラフ・エイネモ（ ノルウェー）
- ラバザノフ・アフメッド（ ロシア）
- リコ・ロドリゲス（ アメリカ合衆国）
- ローマン・ゼンツォフ（ ロシア）
- ロニー・セフォー（ ニュージーランド）
- ロン・ウォーターマン（ アメリカ合衆国）

## ミドル級（93kg未満）
- アリスター・オーフレイム（ オランダ）
- アレクサンダー大塚（ 日本）
- アントニオ・ホジェリオ・ノゲイラ（ ブラジル）
- イーゲン井上（ 日本）
- イゴール・ボブチャンチン（ ウクライナ）
- ヴァーノン"タイガー"ホワイト（ アメリカ合衆国）
- ヴァンダレイ・シウバ（ ブラジル）
- エヴァンゲリスタ・サイボーグ（ ブラジル）
- エギリウス・ヴァラビーチェス（ リトアニア）
- 大山峻護（ 日本）
- 菊田早苗（ 日本）
- クイントン・"ランペイジ"・ジャクソン（ アメリカ合衆国）
- ケビン・ランデルマン（ アメリカ合衆国）
- ケン・シャムロック（ アメリカ合衆国）
- 桜庭和志（ 日本）
- ザ・スネーク（シリル・ディアバテ）（ フランス）
- ジェームス・リー（ アメリカ合衆国）
- 小路晃（ 日本）
- ゼルグ・"弁慶"・ガレシック（ クロアチア）
- ソクジュ（ カメルーン）
- 田村潔司（ 日本）
- チャック・リデル（ アメリカ合衆国）
- ディーン・リスター（ アメリカ合衆国）
- 中村和裕（ 日本）
- 西島洋介（ 日本）
- ハイアン・グレイシー（ ブラジル）
- ヒカルド・アローナ（ ブラジル）
- ヒクソン・グレイシー（ ブラジル）
- ビクトー・ベウフォート（ ブラジル）
- ヘンゾ・グレイシー（ ブラジル）
- ホイス・グレイシー（ ブラジル）
- マウリシオ・ショーグン（ ブラジル）
- 松井大二郎（ 日本）
- マリオ・スペーヒー（ ブラジル）
- 山本喧一（ 日本）
- 横井宏考（ 日本）
- 吉田秀彦（ 日本）

## ウェルター級（83kg未満）
- アマール・スロエフ（ アルメニア）
- アンデウソン・シウバ（ ブラジル）
- アンドレイ・シモノフ（ ロシア）
- 岡見勇信（ 日本）
- カーロス・ニュートン（ イギリス領ヴァージン諸島）
- クラウスレイ・グレイシー（ ブラジル）
- グレゴリー・ブーシェラゲム（ フランス）
- ゲガール・ムサシ（ オランダ）
- 郷野聡寛（ 日本）
- 近藤有己（ 日本）
- 桜井隆多（ 日本）
- ジョーイ・ヴィラセニョール（ アメリカ合衆国）
- ジョセ・"ペレ"・ランディ・ジョンズ（ ブラジル）
- ジョルジ・パチーユ・マカコ（ ブラジル）
- 須田匡昇（ 日本）
- ゼルグ"弁慶"ガレシック（ クロアチア）
- 高瀬大樹（ 日本）
- 瀧本誠（ 日本）
- ダニエル・アカーシオ（ ブラジル）
- ダン・ヘンダーソン（ アメリカ合衆国）
- 長南亮（ 日本）
- デニス・カーン（ 韓国）
- ニーノ"エルビス"シェンブリ（ ブラジル）
- パウロ・フィリォ（ ブラジル）
- ヒカルド・アルメイダ（ アメリカ合衆国）
- フィル・バローニ（ アメリカ合衆国）
- フランク・トリッグ（ アメリカ合衆国）
- ヘクター・ロンバード（ キューバ）
- マーク・ウィアー（ イギリス）
- 三崎和雄（ 日本）
- 美濃輪育久（ 日本）
- ミルトン・ヴィエイラ（ ブラジル）
- ムリーロ・ニンジャ（ ブラジル）
- ムリーロ・ブスタマンチ（ ブラジル）
- ユン・ドンシク（ 韓国）
- ロビー・ローラー（ アメリカ合衆国）

## ライト級（73kg未満）
- アーロン・ライリー（ アメリカ合衆国）
- 青木真也（ 日本）
- 阿部裕幸（ 日本）
- イーブス・エドワーズ（ アメリカ合衆国）
- 石田光洋（ 日本）
- 今成正和（ 日本）
- 帯谷信弘（ 日本）
- オラフ・アルフォンソ（ メキシコ）
- 川尻達也（ 日本）
- ギルバート・メレンデス（ アメリカ合衆国）
- クリス・ブレナン（ アメリカ合衆国）
- 小谷直之（ 日本）
- 五味隆典（ 日本）
- 桜井"マッハ"速人（ 日本）
- ジーン・シウバ（ ブラジル）
- ジェイソン・ブラック（ アメリカ合衆国）
- ジェフ・カラン（ アメリカ合衆国）
- ジェンス・パルヴァー（ アメリカ合衆国）
- ジョー・ピアソン（ アメリカ合衆国）
- ジョシュ・トムソン（ アメリカ合衆国）
- 杉江"アマゾン"大輔（ 日本）
- チャールズ・"クレイジー・ホース"・ベネット（ アメリカ合衆国）
- 中村大介（ 日本）
- ニック・ディアス（ アメリカ合衆国）
- 日沖発（ 日本）
- ブライアン・ローアンユー（ オランダ）
- マーカス・アウレリオ（ ブラジル）
- マック・ダンジグ（ アメリカ合衆国）
- 前田吉朗（ 日本）
- 三島☆ド根性ノ助（ 日本）
- 光岡映二（ 日本）
- ヨアキム・ハンセン（ ノルウェー）
- ルイス・アゼレード（ ブラジル）
- ルイス・ブスカペ（ ブラジル）